# Арнольд Едвард Тревор Бакс
Сер Арнольд Едвард Тревор Бакс (Arnold Bax, 8 листопада 1883, м. Лондон, Велика Британія — 3 жовтня 1953, м. Корк, Ірландія) — англійський композитор, піаніст, диригент. Писав твори у майже всіх жанрах, дотримувався здебільша пізньоромантичного стилю із вкрапленнями імпресіонізму (широкі мелодичні лінії, ускладнена хроматична гармонія, витончене барвисте оркестрування). За деякими стильовими рисами його музика перегукується із Сібеліусом, Р. Штраусом, Дебюссі. Хоча Бакс не був ірландцем за походженням, ірландська культура правила для нього за постійне джерело натхнення. Автор 7 симфоній, численних п'єс для оркестру, музики до балетів і кінофільмів. Під враженням своїх гастролей по Україні написав п'єси для фортепіано  «Травнева ніч на Україні», «Гопак» (1910).